# Amblypodia ovomaculata
Amblypodia ovomaculata är en fjärilsart som beskrevs av William Chapman Hewitson 1878. Amblypodia ovomaculata ingår i släktet Amblypodia och familjen juvelvingar. Inga underarter finns listade i Catalogue of Life.